# Liste der Biografien/Heine
Liste der Biografien |
Portal Biografien |
Personensuche
# |
A |
B |
C |
D |
E |
F |
G |
H |
I |
J |
K |
L |
M |
N |
O |
P |
Q |
R |
S |
T |
U |
V |
W |
X |
Y |
Z |
?
 
Ha |
Hd |
He |
Hi |
Hj |
Hk |
Hl |
Hm |
Hn |
Ho |
Hr |
Hs |
Ht |
Hu |
Hv |
Hw |
Hy
 
Hea |
Heb |
Hec |
Hed |
Hee |
Hef |
Heg |
Heh |
Hei |
Hej |
Hek |
Hel |
Hem |
Hen |
Heo |
Hep |
Heq |
Her |
Hes |
Het |
Heu |
Hev |
Hew |
Hex |
Hey |
Hez
 
Heia |
Heib |
Heic |
Heid |
Heie |
Heif |
Heig |
Heij |
Heik |
Heil |
Heim |
Hein |
Heip |
Heir |
Heis |
Heit |
Heix |
Heiz
 
Heina |
Heinb |
Heinc |
Heind |
Heine |
Heinf |
Heing |
Heinh |
Heini |
Heink |
Heinl |
Heinm |
Heino |
Heinr |
Heins |
Heint |
Heiny |
Heinz
Die Liste der Biografien führt alle Personen auf, die in der deutschsprachigen Wikipedia einen Artikel haben. Dieses ist eine Teilliste mit 354 Einträgen von Personen, deren Namen mit den Buchstaben „Heine“ beginnt.

## Heine
- Heine von Geldern, Gustav († 1886), deutsch-österreichischer Publizist
- Heine, Achim (* 1955), deutscher Produktdesigner und Hochschullehrer
- Heine, Albert (1867–1949), deutscher Schauspieler und Regisseur, sowie Direktor des Wiener Burgtheaters (1918–1921)
- Heine, Alice (1858–1925), Fürstin von Monaco und Herzogin von Richelieu
- Heine, Anna (* 1953), deutsche Künstlerin
- Heine, Annkristin (* 1979), deutsche Hämatologin und Onkologin und Hochschullehrerin
- Heine, Anselma (1855–1930), deutsche Schriftstellerin und Journalistin
- Heine, Armand (1818–1883), jüdischer Banker
- Heine, Arnold Bendix (1847–1923), deutsch-amerikanischer Stickereiindustrieller
- Heine, August (1842–1919), deutscher Politiker (SPD), MdR
- Heine, August (1897–1983), deutscher Volksschullehrer, Schulrat und Kommunalpolitiker der SPD
- Heine, Bernd (* 1939), deutscher Sprachwissenschaftler und Afrikanist
- Heine, Bernhard (1800–1846), deutscher Mediziner
- Heine, Bernhard (1864–1928), deutscher HNO-Arzt und Hochschullehrer in Königsberg und München
- Heine, Betty (1771–1859), Mutter von Heinrich HeineBetty Heine (1771–1859)

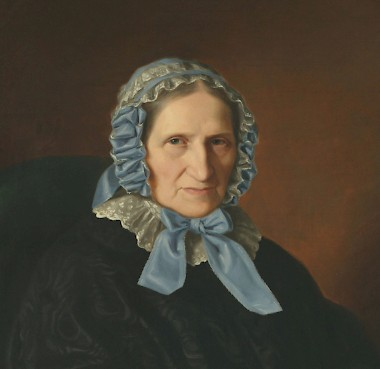
Betty Heine (1771–1859)

- Heine, Bobbie (1909–2016), südafrikanische Tennisspielerin
- Heine, Cariba (* 1988), australische SchauspielerinCariba Heine (* 1988)

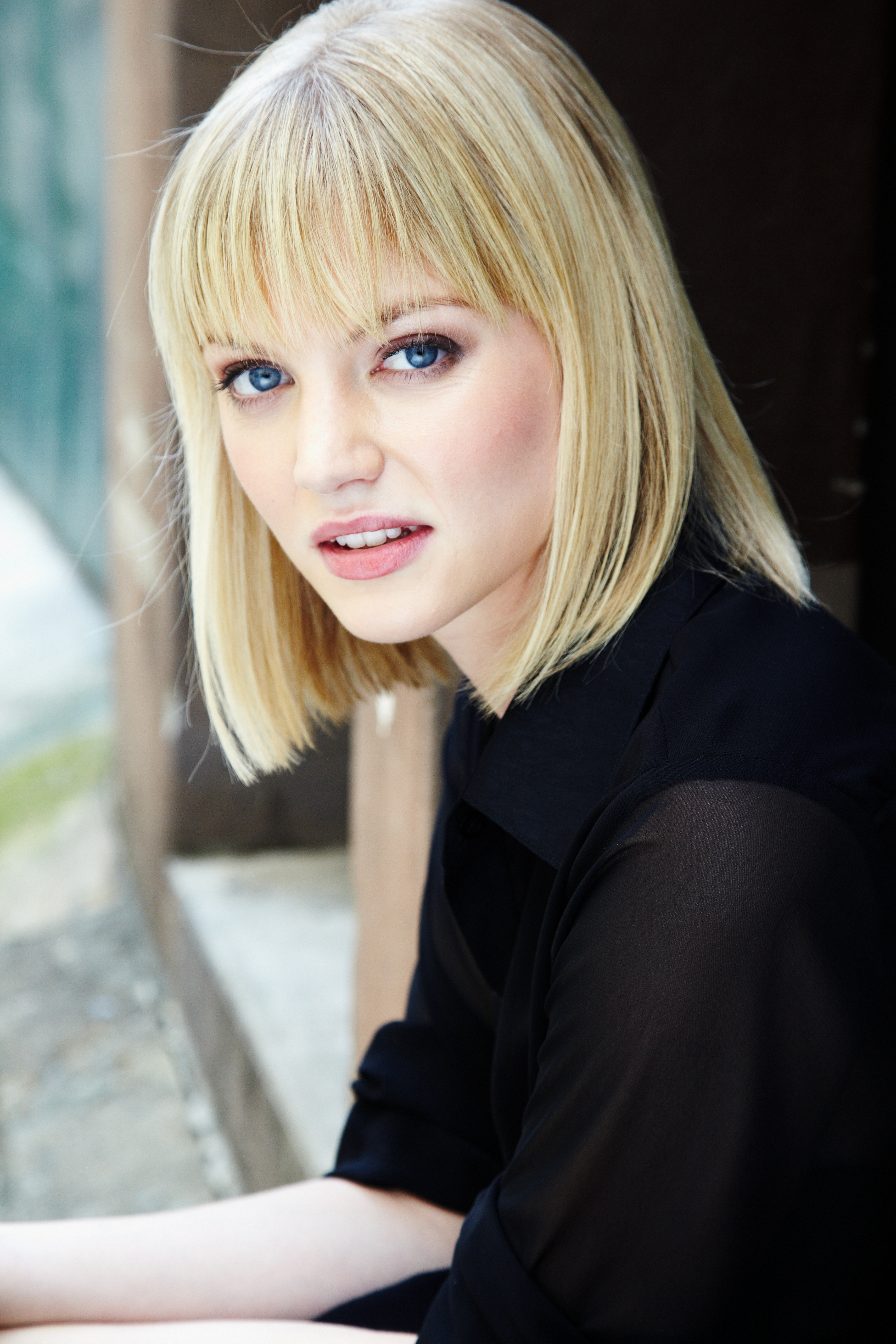
Cariba Heine (* 1988)

- Heine, Carl (1810–1865), deutscher Bankier und Philanthrop
- Heine, Carl (1861–1927), deutscher Schriftsteller, Theaterregisseur, Dramaturg und Theaterdirektor
- Heine, Carl Erdmann (1819–1888), deutscher Rechtsanwalt und Politiker (DFP), MdR, MdL, sowie Unternehmer und Industriepionier in Leipzig
- Heine, Carl Wilhelm von (1838–1877), deutsch-österreichischer Chirurg
- Heine, Carola (* 1956), deutsche Bildhauerin
- Heine, Christian (1867–1944), Landtagsabgeordneter Waldeck
- Heine, Dwight (1919–1984), Politiker in den Marshallinseln
- Heine, Eduard (1821–1881), deutscher Mathematiker und Hochschullehrer
- Heine, Emil (1806–1873), deutscher katholischer Theologe und Geistlicher
- Heine, Ernst Wilhelm (1940–2023), deutscher Architekt und Schriftsteller
- Heine, Erwin (1899–1947), deutschböhmischer Schriftsteller und Journalist
- Heine, Ferdinand (1799–1872), deutscher Theaterschauspieler, Opernsänger und Kostümzeichner
- Heine, Ferdinand junior (1840–1920), deutscher Beamter, Pflanzenzüchter und Ornithologe
- Heine, Ferdinand senior (1809–1894), deutscher Ornithologe
- Heine, Florian (* 1965), deutscher Autor, Fotograf, Herausgeber und Kunsthistoriker
- Heine, Frank (1964–2003), deutscher Grafiker und Schriftgestalter
- Heine, Franziska (* 1979), deutsche ManagerinFranziska Heine (* 1979)

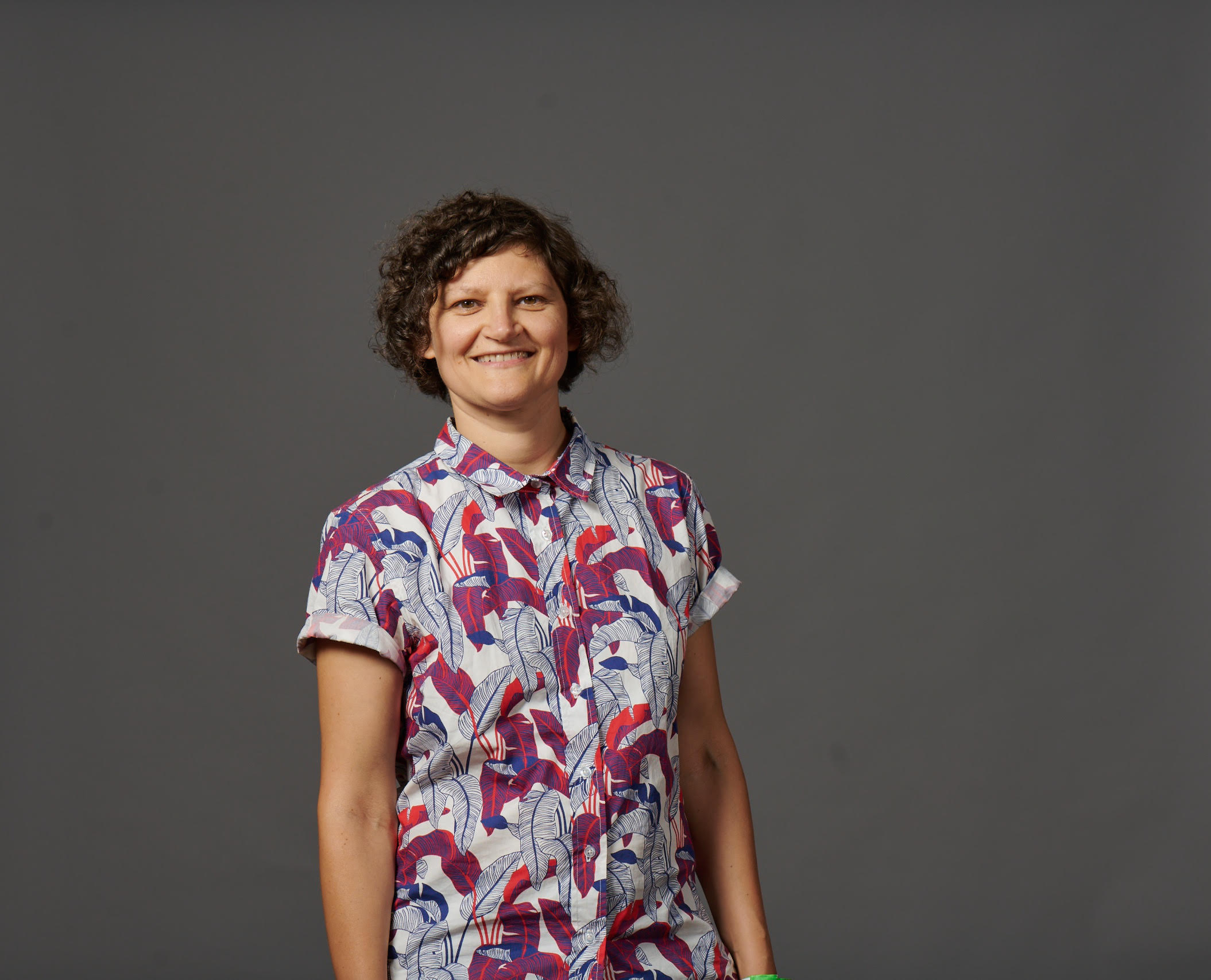
Franziska Heine (* 1979)

- Heine, Friedrich (1863–1929), deutscher Unternehmer
- Heine, Friedrich (* 1998), deutscher Kinderdarsteller
- Heine, Friedrich Wilhelm (1845–1921), deutscher Maler, Illustrator und Kriegsberichterstatter und -zeichner, US-amerikanischer Unternehmer und Lehrer
- Heine, Fritz (1904–2002), deutscher Politiker (SPD) und Verlagsmanager
- Heine, Georg (1877–1952), deutscher Maler
- Heine, Gerhard (1867–1949), deutscher Schriftsteller, Schulleiter und Literaturhistoriker
- Heine, Gerhart (1903–1974), deutscher Kaufmann und Politiker (LPD)
- Heine, Gottfried (1849–1917), deutscher Lehrer, Musiker und Autor
- Heine, Gunnar (* 1972), deutscher Nephrologe und Internist
- Heine, Günter (* 1940), österreichischer Tischtennisspieler
- Heine, Günter (1952–2011), deutscher Jurist und Universitätsprofessor
- Heine, Gustav (1802–1880), deutscher Architekt des Klassizismus
- Heine, Gustav (1843–1902), deutscher Baumeister und Architekt
- Heine, Hans (* 1900), deutscher Jurist
- Heine, Hans-Werner (1951–1999), deutscher Fußballtorwart
- Heine, Hans-Wilhelm (1948–2012), deutscher Mittelalterarchäologe
- Heine, Harold W. (1922–2018), US-amerikanischer Chemiker
- Heine, Heath C. (* 1977), US-amerikanischer Schauspieler, Filmproduzent und Stuntman
- Heine, Heinrich (1797–1856), deutscher Dichter und JournalistHeinrich Heine (1797–1856)

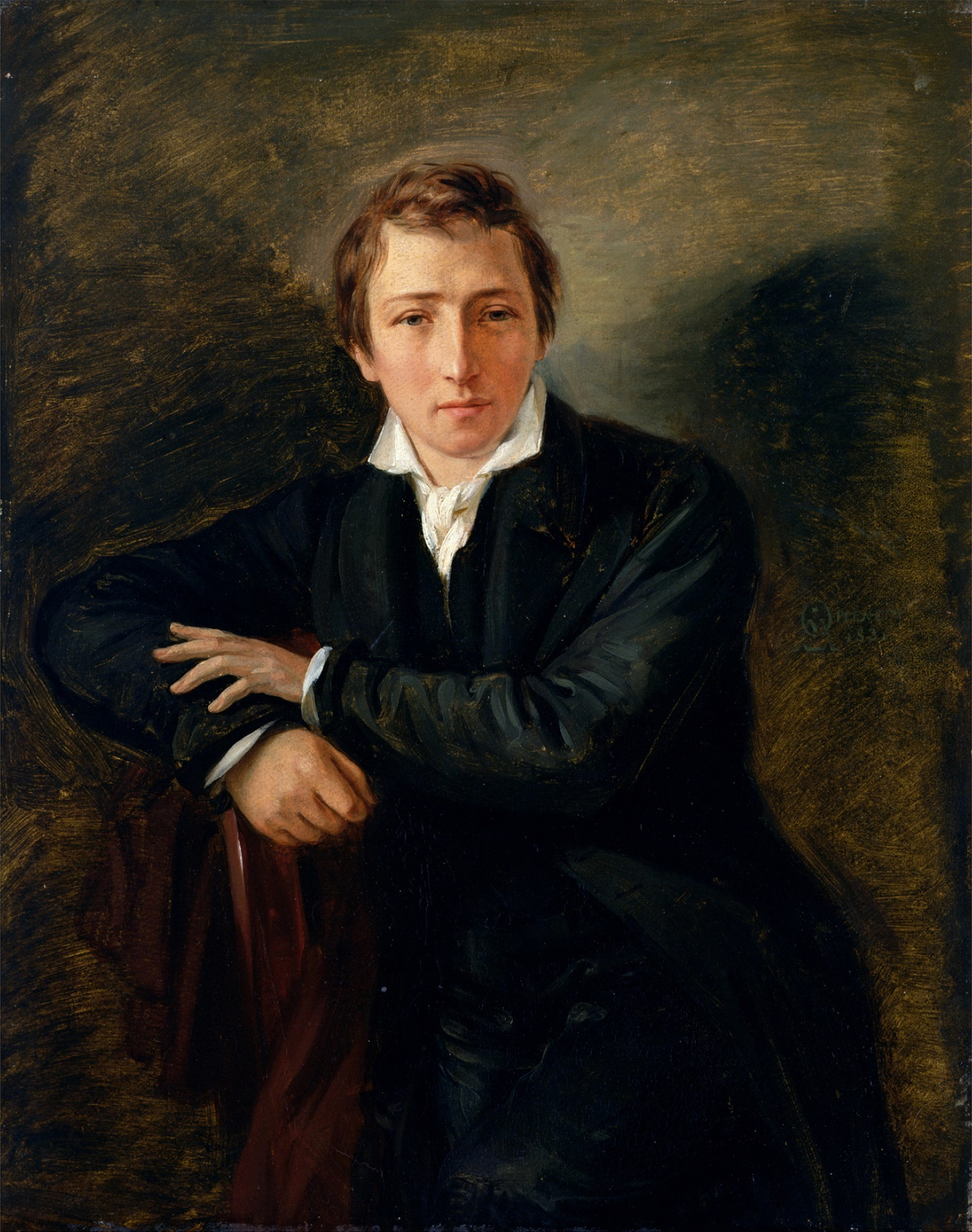
Heinrich Heine (1797–1856)

- Heine, Heinrich (1860–1931), deutscher Lehrer und Heimatforscher
- Heine, Helme (* 1941), deutscher Kinderbuchautor und Designer
- Heine, Helmut (* 1942), deutscher Industriekaufmann
- Heine, Helmut A. (1916–2007), deutscher Physiker und Unternehmer
- Heine, Henriette (* 1993), deutsche Theater- und Filmschauspielerin
- Heine, Heymann († 1780), jüdischer Kaufmann
- Heine, Hilda (* 1951), marshallische Lehrerin und Politikerin
- Heine, Horst (1930–2015), deutscher Arzt und Kardiologe
- Heine, Jakob von (1800–1879), deutscher Mediziner und Entdecker der spinalen Kinderlähmung
- Heine, Jared (* 1984), Schwimmer der Marshallinseln
- Heine, Johann August (1769–1831), deutscher Architekt des frühen deutschen Klassizismus
- Heine, Johann Georg (1771–1838), Orthopädiemechaniker
- Heine, Joseph (1803–1877), Mediziner und Regierungs- und Medizinalrat in der Pfalz
- Heine, Julie (1855–1935), deutsche Malerin der Düsseldorfer Schule
- Heine, Jutta (* 1940), deutsche Leichtathletin und Olympiateilnehmerin
- Heine, Karin (* 1944), deutsche Schauspielerin und Theaterregisseurin
- Heine, Karsten (* 1955), deutscher Fußballspieler und -trainerKarsten Heine (* 1955)

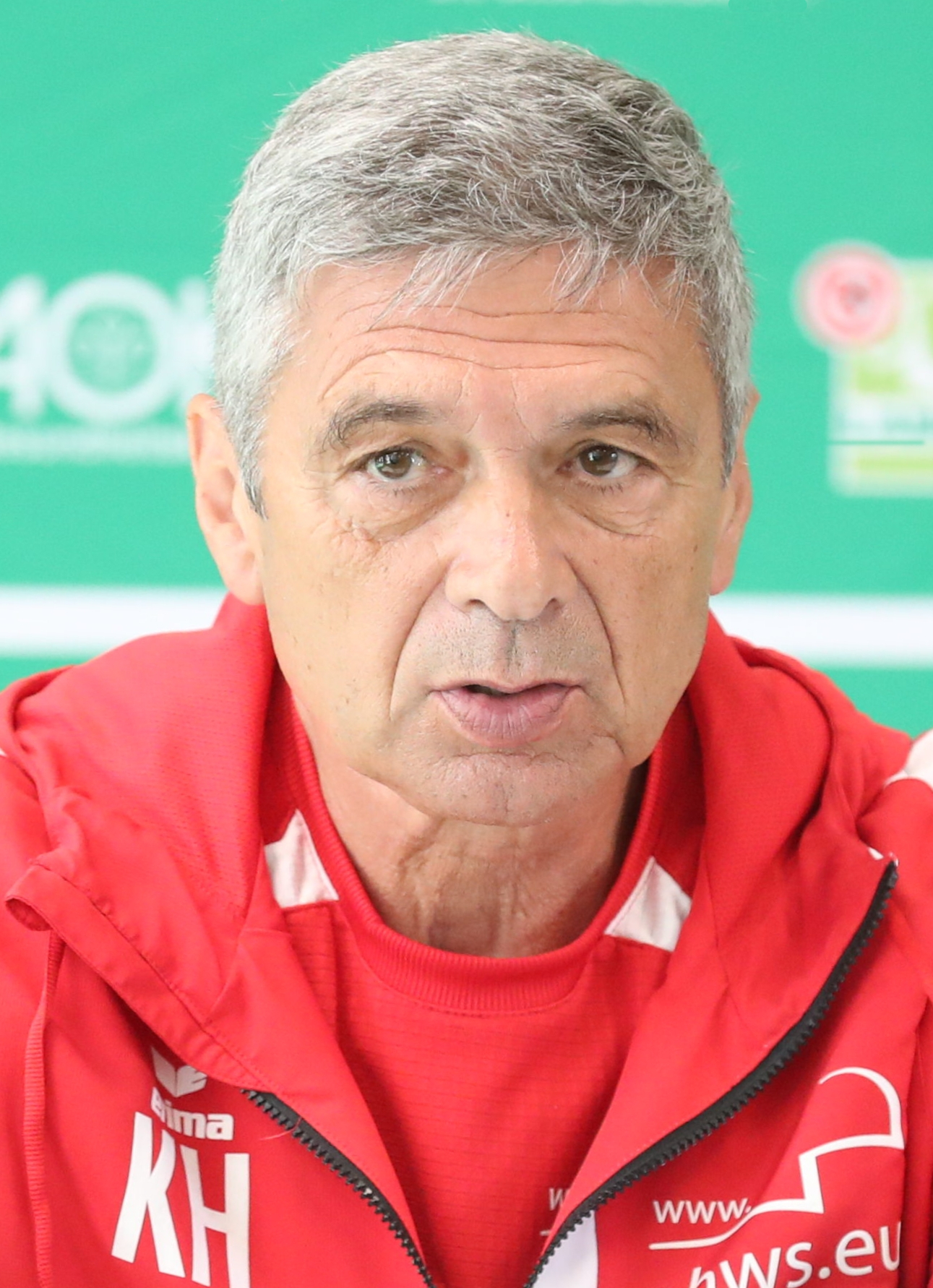
Karsten Heine (* 1955)

- Heine, Kerstin (* 1960), deutsche Schauspielerin und Kabarettistin
- Heine, Klaus (1954–2013), deutscher Physiker
- Heine, Kurt (1906–1986), sorbisch-deutscher Fotograf
- Heine, Lena (* 1975), deutsche Sprachwissenschaftlerin
- Heine, Leopold (1870–1940), deutscher Augenarzt
- Heine, Ludwig († 1836), deutscher Lithograf und Maler
- Heine, Manfred (1932–2019), deutscher Schauspieler, Regisseur und Pädagoge
- Heine, Marie Cäcilie (1778–1854), deutsche Bäuerin und Liedgutbewahrerin
- Heine, Martin (1957–2014), deutscher Maler und Performancekünstler
- Heine, Mathilda (* 2009), deutsche Eishockeyspielerin
- Heine, Matthias (* 1961), deutscher Journalist und BuchautorMatthias Heine (* 1961)

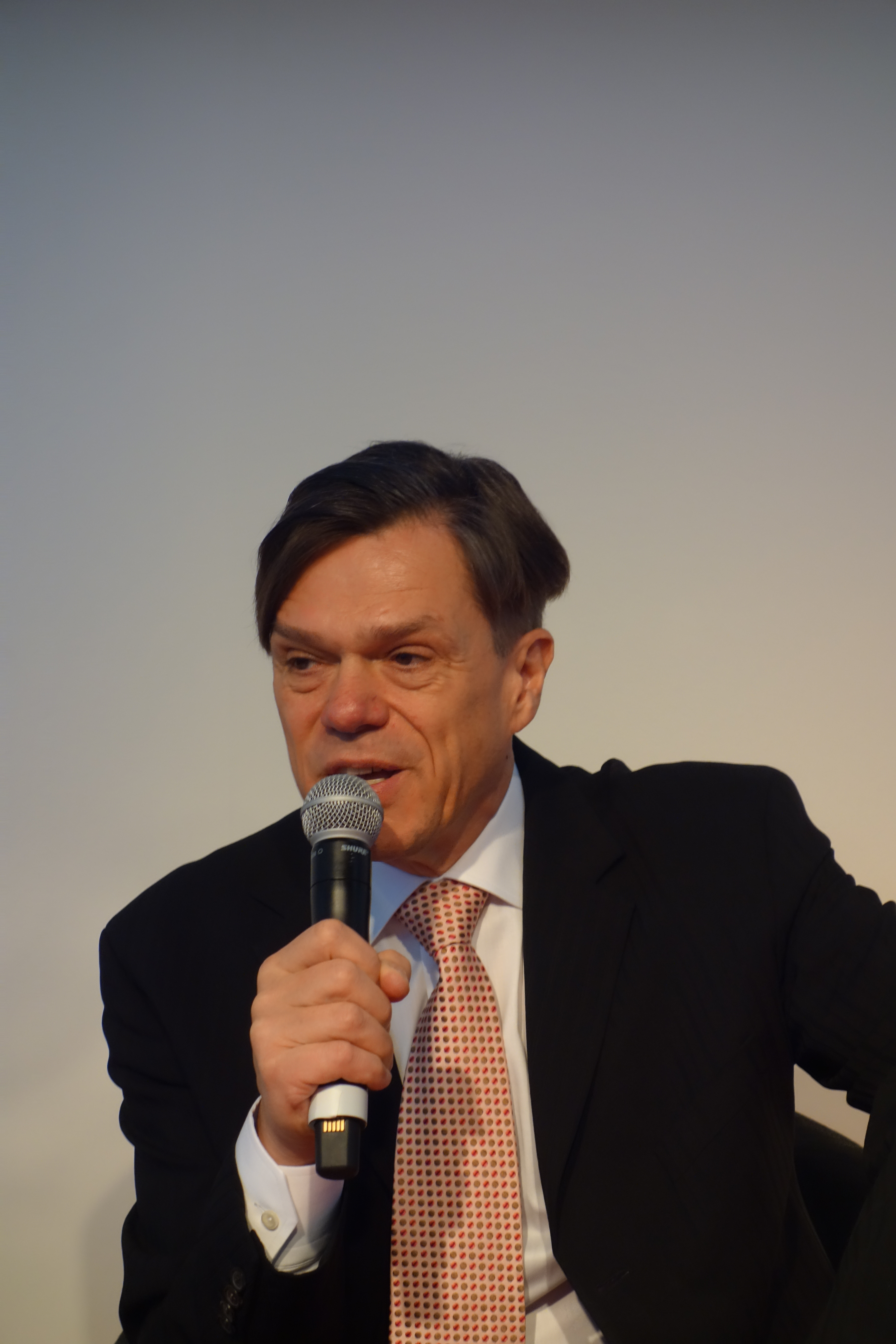
Matthias Heine (* 1961)

- Heine, Maximilian († 1879), deutscher Militärarzt und Staatsrat in russischen Diensten
- Heine, Michael (1819–1904), französischer Bankier und Unternehmer
- Heine, Moreen (* 1982), deutsche Informatikerin und Hochschullehrerin
- Heine, Notker (1697–1758), Bibliothekar des Klosters St. Gallen
- Heine, Olaf (* 1968), deutscher Fotograf und Regisseur von Werbespots und Musikvideos
- Heine, Otto (1832–1906), deutscher Philologe
- Heine, Peter (1928–2005), südafrikanischer Cricketspieler
- Heine, Peter (* 1944), deutscher Islamwissenschaftler, Professor für Islamwissenschaft
- Heine, Peter (* 1957), deutscher Jurist und Präsident des Landessozialgerichts Niedersachsen-Bremen
- Heine, Probus († 1677), deutscher Ordensbaumeister des Barock
- Heine, Ralf (* 1944), deutscher Fußballtorwart
- Heine, Richard (1890–1991), deutscher Arzt und Kommunalpolitiker (SPD)
- Heine, Robert (1823–1916), preußischer Gutsbesitzer und Politiker
- Heine, Rolf (1937–2018), deutscher Klassischer Philologe
- Heine, Rudolf (1877–1949), österreichisch-böhmischer Baurat und Politiker (Deutschradikale Partei)
- Heine, Salomon (1767–1844), Hamburger Kaufmann und Bankier
- Heine, Samson (1764–1828), Düsseldorfer Tuchhändler
- Heine, Samuel Gottlieb (1683–1746), deutscher Pfarrer und Chronist
- Heine, Siegfried (1883–1975), deutscher Generalmajor
- Heine, Stefan (* 1969), deutscher Rätselmacher
- Heine, Steven (* 1984), deutscher Handballschiedsrichter
- Heine, Susanne (* 1942), österreichische evangelische Theologin
- Heine, Thomas Theodor (1867–1948), deutscher Maler, Zeichner, Gebrauchsgraphiker und SchriftstellerThomas Theodor Heine (1867–1948)

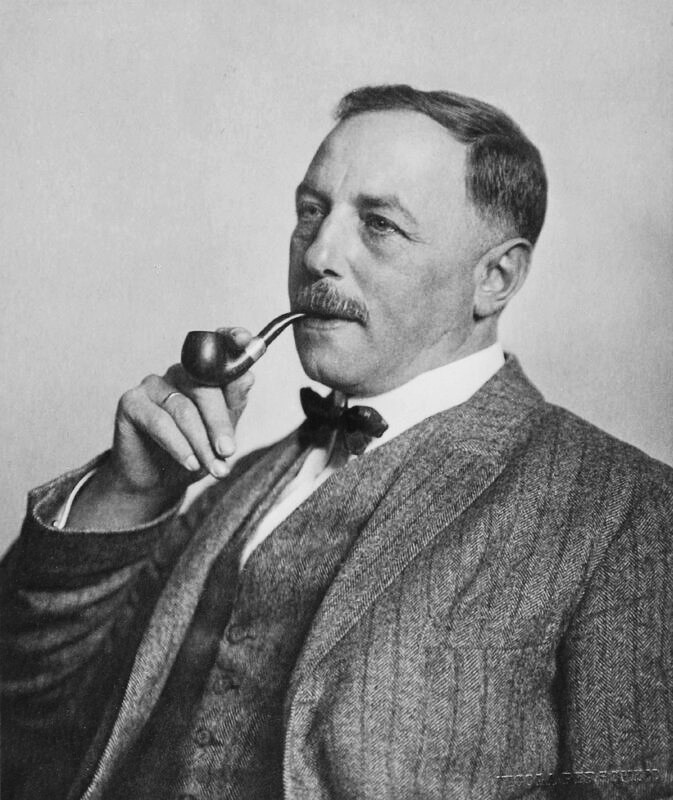
Thomas Theodor Heine (1867–1948)

- Heine, Torsten (* 1979), deutscher Eishockeyspieler
- Heine, Veronika (* 1986), österreichische Tischtennisspielerin
- Heine, Vita (* 1984), lettisch-norwegische Radsportlerin
- Heine, Volker (* 1930), britisch-neuseeländischer Physiker
- Heine, Werner (1935–2022), deutscher Fußballspieler
- Heine, Wilhelm (1827–1885), deutscher Maler, Schriftsteller und Reisender
- Heine, Wilhelm (1865–1943), Landtagsabgeordneter Waldeck
- Heine, Wilhelm (1870–1918), deutscher Kapitän zur See der Kaiserlichen Marine
- Heine, Wilhelm Joseph (1813–1839), deutscher Genremaler der Düsseldorfer Schule
- Heine, Willi (1929–2017), deutscher Pädiater und Hochschullehrer
- Heine, Wolfgang (1861–1944), deutscher Jurist und Politiker (SPD), MdRWolfgang Heine (1861–1944)

Wolfgang Heine (1861–1944)

- Heine-Borsum, Karl (1894–1981), deutscher Lehrer und Schriftsteller
- Heine-Geldern, Robert von (1885–1968), österreichischer Ethnologe und Archäologe
- Heine-Jundi, Eleonora (1935–2011), deutsche Malerin, Grafikerin, Autorin und Dozentin

### Heineb
- Heineberg, Heinz (* 1938), deutscher Geograph und emeritierter Universitätsprofessor an der Westfälischen Wilhelms-Universität Münster, Institut für Geographie
- Heinebuch, Karl Christoph (1840–1896), deutscher Musikdirektor, Kirchenmusiker und Organist

### Heinec
- Heineccius, Benno von (1830–1911), preußischer Generalmajor
- Heineccius, Georg von (1840–1907), preußischer Generalmajor
- Heineccius, Jens (* 1966), deutscher Fußballspieler
- Heineccius, Johann Gottlieb (1681–1741), deutscher Jurist, Professor für Recht und Philosophie
- Heineccius, Johann Michael (1674–1722), deutscher lutherischer Theologe, Historiker und Sphragistiker
- Heineccius, Konstanz von (1859–1936), preußischer General der Artillerie im Ersten Weltkrieg
- Heineccius, Richard von (1881–1943), deutscher Generalleutnant und Kommandant von Hamburg
- Heineck, Friedrich (1880–1979), deutscher Gymnasiallehrer und Naturwissenschaftler
- Heinecke, Birgit (* 1957), deutsche Handballspielerin
- Heinecke, Daniel (* 1986), deutscher Volleyballspieler
- Heinecke, Erfrid (1898–1968), deutscher Politiker (SPD), MdA
- Heinecke, Gabi (* 1947), deutsche Schauspielerin
- Heinecke, Lothar (1925–1964), deutscher Übersetzer und Herausgeber
- Heinecke, Lothar (1933–1985), deutscher Militär, Konteradmiral der Volksmarine
- Heinecke, Niklas Marc (* 1987), deutscher Schauspieler und Fotograf
- Heinecke, Oskar (1878–1945), deutscher Admiral der Kriegsmarine
- Heinecke, Regine (1936–2019), deutsche Malerin, Grafikerin und Illustratorin
- Heinecke, Wolf (1929–2022), deutscher Maler und Graphiker
- Heinecken, Catharina Elisabeth (1683–1757), deutsche Blumenmalerin, Kunstgewerblerin und Alchemistin sowie Mutter eines vielbeachteten Wunderkindes
- Heinecken, Paul (1674–1746), deutscher Maler, Zeichner und Architekt, sowie Vater eines vielbeachteten Wunderkinds
- Heinecken, Robert (1931–2006), US-amerikanischer Künstler und Fotograf
- Heinecker, Niklas (* 1984), deutscher Pokerspieler
- Heinecker, Rolf (1922–2014), deutscher Internist und Kardiologe

### Heinef
- Heinefetter, Johann Baptist (1815–1902), deutscher Maler
- Heinefetter, Kathinka (1819–1858), deutsche Opernsängerin (Sopran)
- Heinefetter, Sabine (1809–1872), deutsche Opernsängerin (Sopran)

### Heinek
- Heinek, Otto (1960–2018), ungarndeutscher Journalist und Minderheitenpolitiker
- Heinekamp, Albert (1933–1991), deutscher Bibliothekar und Leibniz-Forscher
- Heineke, Andreas (* 1967), deutscher Autor und Filmregisseur
- Heineke, Hermann (1873–1922), deutscher Chirurg und Hochschullehrer in Leipzig
- Heineke, Otto (1893–1980), deutscher Autor, Naturschützer, Kunsthistoriker, Lehrer und Landwirt
- Heineke, Walter Hermann von (1834–1901), deutscher Chirurg und Hochschullehrer in Erlangen
- Heineken, Agnes (1872–1954), deutsche Frauenrechtlerin und Politikerin (DDP), MdBB
- Heineken, Alfred (1923–2002), niederländischer BierbrauerAlfred Heineken (1923–2002)

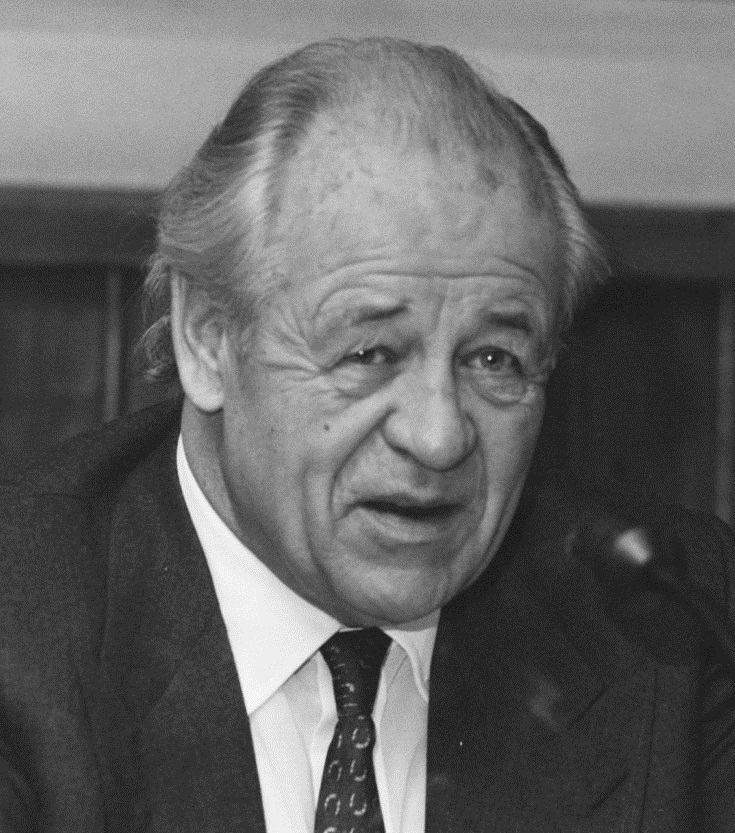
Alfred Heineken (1923–2002)

- Heineken, Carl Friedrich von (1752–1815), deutscher Radierer und Kunstsammler sowie sächsischer Kammerherr
- Heineken, Carl Heinrich von (1707–1791), deutscher Kunstschriftsteller und -sammler, Direktor des Dresdner Kupferstichkabinetts
- Heineken, Christian Abraham (1752–1818), Bremer Bürgermeister
- Heineken, Christian Henrich (1721–1725), Kind, das durch seine geistige Frühreife Aufsehen erregte
- Heineken, Frédéric (1839–1897), Gutsbesitzer und Mitglied des preußischen Abgeordnetenhauses
- Heineken, Friedrich Wilhelm (1787–1848), deutscher Jurist und Senator der Hansestadt Bremen
- Heineken, Georg Albert (1819–1875), deutscher Archivar
- Heineken, Heinrich Gerhard (1801–1874), Bremer Jurist und Senator
- Heineken, Johann (1761–1851), deutscher Mediziner und Stadtphysicus von Bremen
- Heineken, Marie (1844–1930), niederländische Malerin
- Heineken, Philipp (1860–1947), deutscher Kaufmann, Direktor des Norddeutschen Lloyd und Politiker, MdBB
- Heineken, Philipp (1873–1959), deutscher Sportpionier
- Heineken, Philipp Cornelius (1789–1871), deutscher Mediziner
- Heineken, Theda (1907–1993), deutsche, reformerische Pädagogin, Bremer Frauenrechtlerin und Oberstudiendirektorin
- Heineken-Daum, Henriette (1861–1927), niederländische Frauenwahlrechtsaktivistin
- Heineking, Karsten (* 1961), deutscher Kommunalpolitiker (CDU) und Mitglied im Landtag Niedersachsens
- Heineking, Lutz junior (* 1975), deutscher Filmproduzent und RegisseurLutz Heineking junior (* 1975)

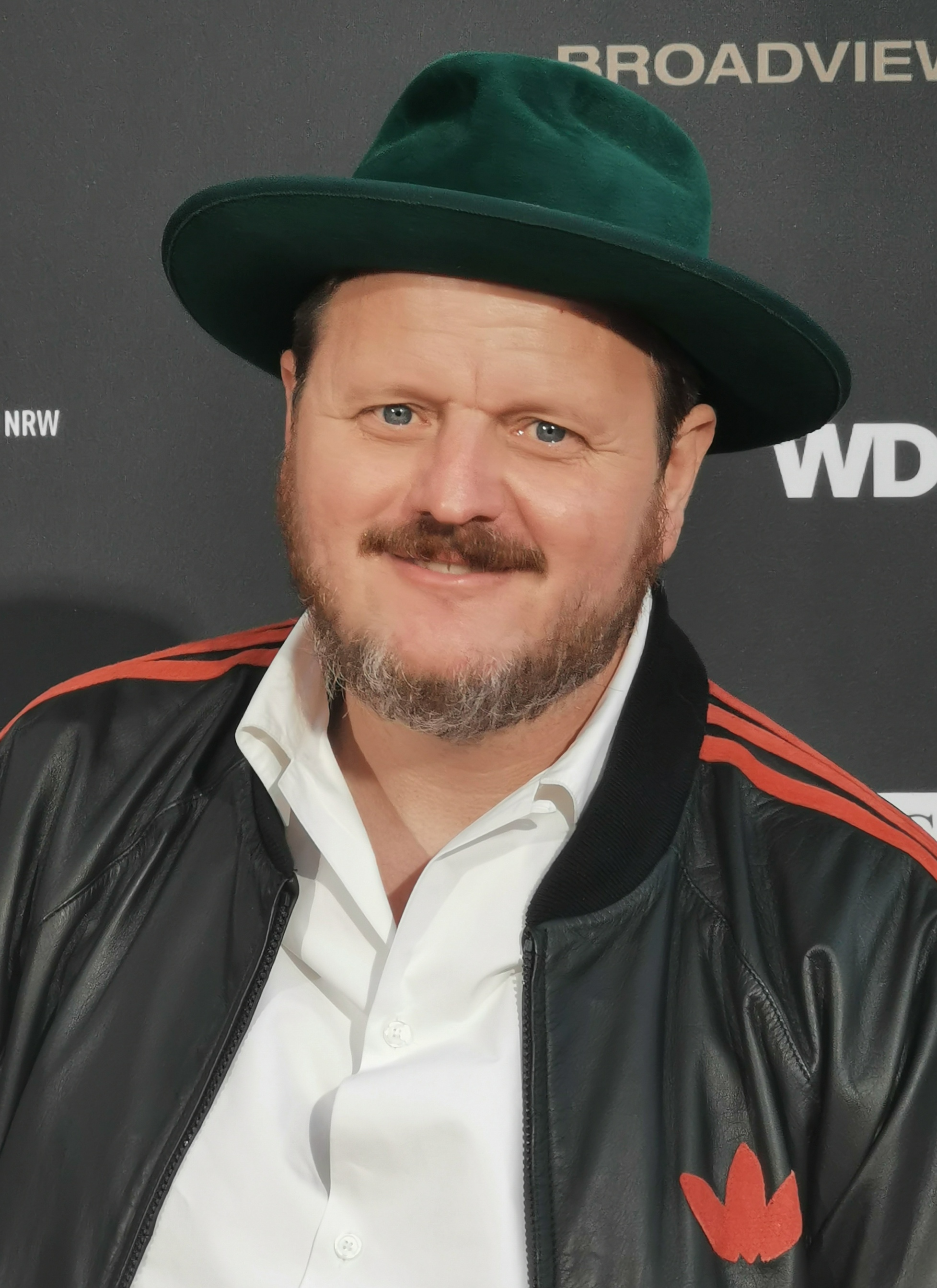
Lutz Heineking junior (* 1975)

- Heineking, Willi (1933–2008), deutscher Unternehmer und Politiker (CDU), MdL

### Heinel
- Heinel, Anna (1753–1808), deutsche Tänzerin
- Heinel, Eduard (1798–1865), deutscher Schriftsteller und Pfarrer
- Heinel, Eduard (1835–1895), deutscher Genre- und Landschaftsmaler
- Heinel, Hermann (1854–1932), deutscher Gutsbesitzer und Politiker
- Heinel, Norbert (* 1951), österreichischer Musiker
- Heinel, Philipp (1800–1843), deutscher Maler
- Heinelt, Hubert (* 1952), deutscher Politikwissenschaftler
- Heinelt, Uwe (* 1968), deutscher Illustrator und Comiczeichner

### Heinem
- Heineman, Alex, Filmproduzent
- Heineman, Ben W. (1914–2012), amerikanischer Eisenbahnmanager und Jurist
- Heineman, Bernt († 1532), Ratssekretär der Hansestadt Lübeck
- Heineman, Dannie N. (1872–1962), belgisch-amerikanischer Elektroingenieur
- Heineman, Dave (* 1948), US-amerikanischer Politiker
- Heineman, Fred (1929–2010), US-amerikanischer Politiker
- Heineman, Lars (* 1943), schwedischer Fußballspieler
- Heineman, Matthew, US-amerikanischer Dokumentarfilmer, Filmregisseur- und produzent und Kameramann
- Heineman, Rebecca (* 1963), amerikanische Computerspieledesignerin und Programmiererin
- Heinemann, Adolf von (1820–1906), preußischer Generalmajor
- Heinemann, Albert (1938–2023), deutscher Politiker (CDU), MdL
- Heinemann, Albrecht von (1903–1962), deutscher Schriftsteller, Buchhändler und Journalist
- Heinemann, Alexander von (1813–1884), preußischer Generalmajor
- Heinemann, Alois (* 1942), deutscher Sozialpsychologe
- Heinemann, André W. (* 1971), deutscher Wirtschaftswissenschaftler und Politiker (Bündnis 90/Die Grünen)
- Heinemann, Andreas (* 1962), deutsch-schweizerischer Rechtswissenschaftler und Ökonom
- Heinemann, Anna (1869–1938), deutsche Schriftstellerin
- Heinemann, Bartholomäus (1885–1949), deutscher Gymnasiallehrer, Historiker und Heimatforscher
- Heinemann, Beate (* 1970), deutsche PhysikerinBeate Heinemann (* 1970)

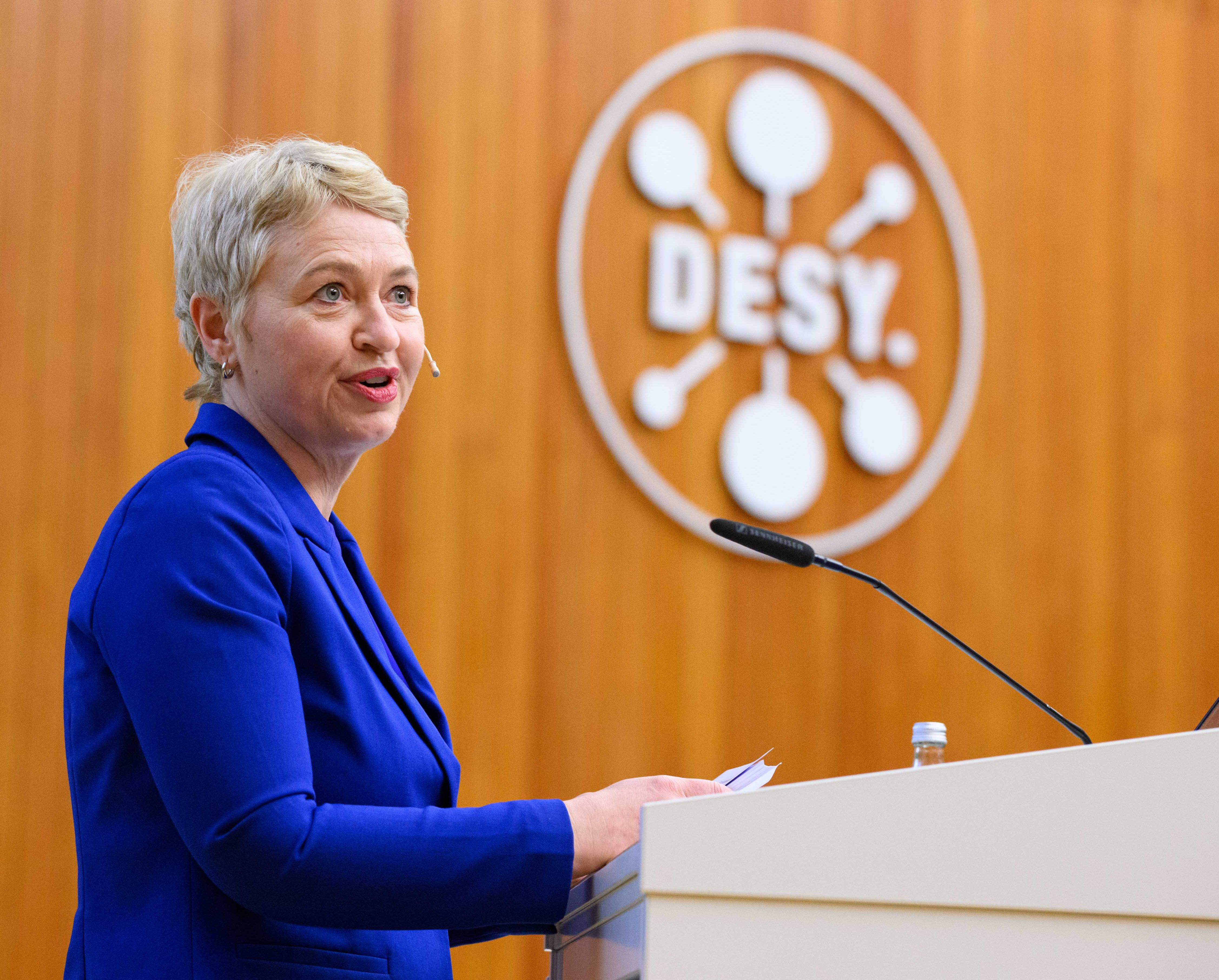
Beate Heinemann (* 1970)

- Heinemann, Behar (* 1969), deutsch-kosovarische Publizistin und Menschenrechtlerin, Künstlerin und Fotografin
- Heinemann, Bernd (* 1952), deutscher Politiker (SPD), MdL
- Heinemann, Bruno (1858–1938), deutscher Offizier und politischer Funktionär (NSDAP)
- Heinemann, Bruno (1880–1918), deutscher Marineoffizier
- Heinemann, Christiane (* 1964), deutsche Schauspielerin
- Heinemann, Christoph (* 1961), deutscher Journalist
- Heinemann, Christoph (* 1970), katholischer Ordensgeistlicher
- Heinemann, Conrad Christoph (1647–1706), deutscher evangelischer Geistlicher und Schulrektor
- Heinemann, Daniel (1809–1875), deutscher Textilunternehmer und Kommunalpolitiker, Mäzen und Vorsteher der jüdischen Gemeinde Hannovers
- Heinemann, David (1819–1902), deutscher Porträtmaler und Kunsthändler
- Heinemann, Ed (1908–1991), US-amerikanischer Flugzeugingenieur
- Heinemann, Elisabeth (* 1958), deutsche Fotografin
- Heinemann, Elke (* 1961), deutsche Schriftstellerin
- Heinemann, Erich (1929–2002), deutscher Verwaltungsangestellter, Schriftsteller und Karl-May-Forscher
- Heinemann, Evelyn (* 1952), deutsche Hochschullehrerin, Sonderpädagogin, Psychologin und Psychoanalytikerin
- Heinemann, Ferdinand von (1818–1881), deutscher Pädagoge, Dichter und Politiker
- Heinemann, Florian (* 1976), deutscher Unternehmer
- Heinemann, Frank (* 1961), deutscher Ökonom
- Heinemann, Frank (* 1965), deutscher Fußballspieler und -trainer
- Heinemann, Franz (1870–1957), Schweizer Bibliothekar und Jurist
- Heinemann, Friedrich (* 1964), deutscher Wirtschaftswissenschaftler
- Heinemann, Fritz (1864–1932), deutscher Bildhauer
- Heinemann, Fritz (1889–1970), deutscher Philosoph
- Heinemann, Fritz (1903–1975), deutscher Politiker (SPD), MdL, Oberbürgermeister von Bochum
- Heinemann, Georg Friedrich (1825–1899), deutscher Lehrer und Mundartdichter
- Heinemann, Gerrit (* 1960), deutscher Wirtschaftswissenschaftler und Hochschullehrer
- Heinemann, Gottfried (* 1949), deutscher Philosoph und Mathematiker
- Heinemann, Gustav (1899–1976), deutscher Politiker (CDU), MdL, MdB, Bundespräsident (1969–1974)Gustav Heinemann (1899–1976)

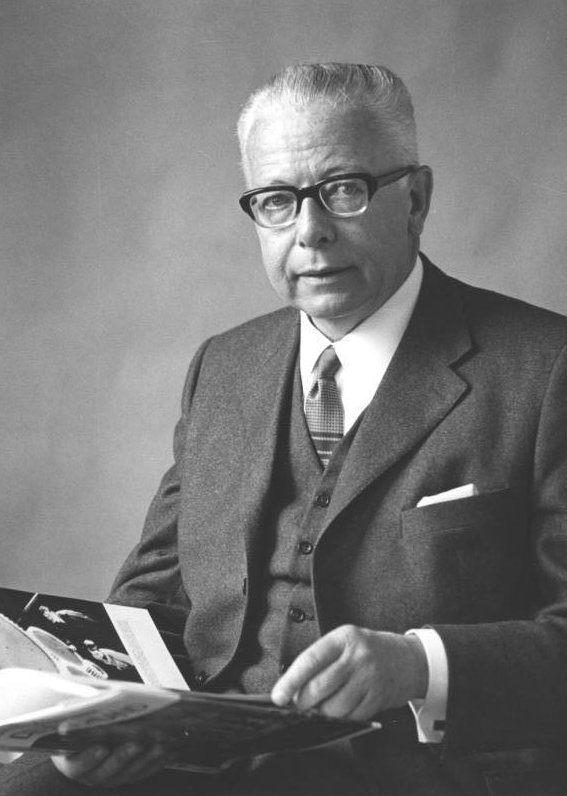
Gustav Heinemann (1899–1976)

- Heinemann, Hans-Martin (* 1953), deutscher lutherischer Theologe und Pastor
- Heinemann, Heinz (1940–2024), Schweizer Radrennfahrer
- Heinemann, Henry (1883–1958), deutscher Tropenmediziner
- Heinemann, Heribert (1925–2012), deutscher Geistlicher und Kirchenrechtler
- Heinemann, Hermann (1862–1939), deutscher Gutsbesitzer und Politiker
- Heinemann, Hermann (1928–2005), deutscher Politiker (SPD)
- Heinemann, Hermann von (1812–1871), deutscher Entomologe (Schmetterlings-Sammler) und hauptberuflich Finanzrat
- Heinemann, Hilda (1896–1979), deutsche PräsidentengattinHilda Heinemann (1896–1979)

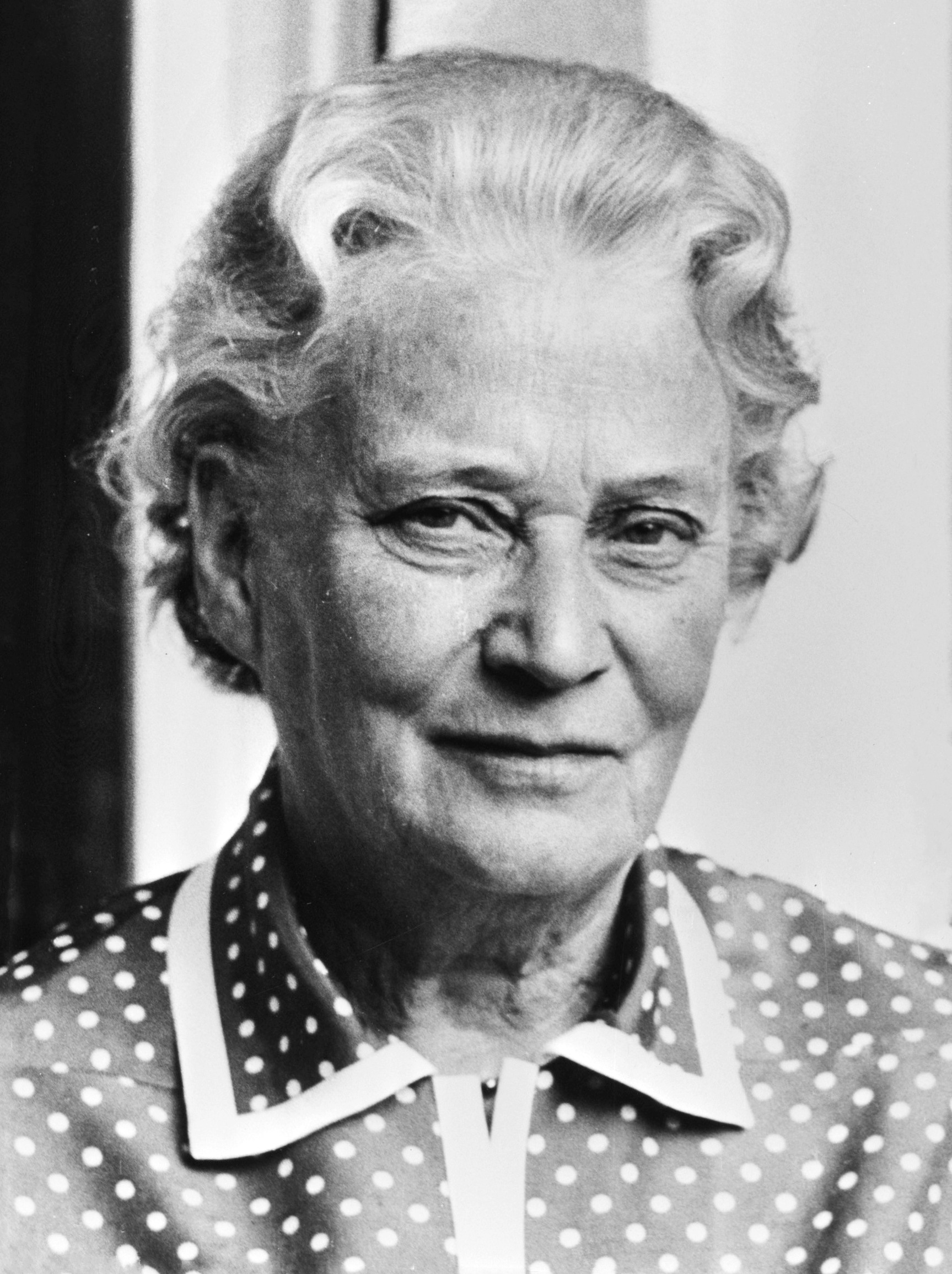
Hilda Heinemann (1896–1979)

- Heinemann, Hugo (1827–1873), deutscher Ingenieur und Erfinder
- Heinemann, Hugo (1863–1919), deutscher Rechtsanwalt und Politiker (SPD)
- Heinemann, Ina (* 1976), deutsche Bahnradsportlerin
- Heinemann, Isaak (1876–1957), deutsch-israelischer Gelehrter und Religionsphilosoph
- Heinemann, Isabel (* 1971), deutsche Historikerin und Professorin für Neueste Geschichte
- Heinemann, Jenny (* 1988), deutsche Volleyball- und Beachvolleyball-Spielerin
- Heinemann, Jeremias (1778–1855), deutscher Autor, Orientalist, Herausgeber und Übersetzer
- Heinemann, Johann Andreas (* 1717), hessischer Orgelbauer
- Heinemann, Johann Nepomuk (1817–1902), deutscher Lithograf und Fotograf
- Heinemann, Julia (* 1968), deutsche Schauspielerin
- Heinemann, Jürgen (* 1934), deutscher Fotograf
- Heinemann, Karl (1857–1927), deutscher Literarhistoriker
- Heinemann, Karl-Joachim (1940–2021), deutscher Designer und Hochschullehrer
- Heinemann, Käthe (1891–1975), deutsche Pianistin und Musikpädagogin
- Heinemann, Klaus (1937–2022), deutscher Sportsoziologe und Hochschullehrer
- Heinemann, Levi (1785–1861), Königlich Hannoverscher Eisenfaktor, Beamter, deutscher Unternehmer und Bankier
- Heinemann, Lothar (1941–2021), deutscher Kardiologe und Epidemiologe
- Heinemann, Lothar von (1859–1901), deutscher Mediävist
- Heinemann, Lothar von (1905–1997), deutscher Offizier in der Luftwaffe der Wehrmacht und später der Luftwaffe der Bundeswehr
- Heinemann, Maik (* 1971), deutscher Handballspieler
- Heinemann, Manfred (* 1941), deutscher Politiker (CDU), MdL
- Heinemann, Manfred (* 1943), deutscher Erziehungswissenschaftler und Bildungshistoriker
- Heinemann, Margarete von (1856–1939), deutsche Landschaftsmalerin und Äbtissin
- Heinemann, Margret (1883–1968), deutsche Klassische Archäologin
- Heinemann, Max (* 1894), deutscher Politiker (SED)
- Heinemann, Maximilian (1840–1924), deutscher Reichsgerichtsrat und Reichsanwalt
- Heinemann, Michael (* 1959), deutscher Musikwissenschaftler und Hochschullehrer
- Heinemann, Michael (* 1986), deutscher Popsänger
- Heinemann, Michael-Andreas (* 1949), deutscher Politiker (CDU), MdL
- Heinemann, Nina (* 1980), deutsche Hoteltesterin, Reiseexpertin und Moderatorin
- Heinemann, Otto (1864–1944), deutscher Kommunalpolitiker und Verbandsfunktionär
- Heinemann, Otto von (1824–1904), deutscher Bibliothekar und Historiker
- Heinemann, Peter (* 1936), deutscher Politiker (SPD), MdL Nordrhein-Westfalen
- Heinemann, Peter-Paul (1931–2003), schwedisch-deutscher Chirurg, Radiomoderator und Mobbingforscher
- Heinemann, Pia (* 1975), deutsche Wissenschaftsjournalistin
- Heinemann, Robert (* 1974), deutscher Politiker (CDU), MdHB
- Heinemann, Rolf (* 1937), deutscher Sportler und Unternehmer
- Heinemann, Sabine (* 1971), deutsche Romanistikprofessorin
- Heinemann, Salomon (1865–1938), deutscher Jurist und Justizrat in Essen
- Heinemann, Stephan (* 1970), deutscher Autor
- Heinemann, Stephen F. (1939–2014), US-amerikanischer Molekularbiologe, Biochemiker und Neurobiologe
- Heinemann, Sven (* 1978), deutscher Politiker (SPD)
- Heinemann, Thies (* 1971), deutscher Schachspieler
- Heinemann, Thomas (* 1958), deutscher Medizinethiker und Philosoph
- Heinemann, Thomas (* 1958), deutscher Regisseur und Autor
- Heinemann, Tim (* 1997), deutscher Automobilrennfahrer
- Heinemann, Tobias (* 1971), deutscher Manager
- Heinemann, Ulrich (* 1950), deutscher Ministerialbeamter und Historiker
- Heinemann, Uwe (1944–2016), deutscher Neurowissenschaftler und experimenteller Epileptologe
- Heinemann, Volker (* 1956), deutscher Onkologe und Professor an der LMU in München
- Heinemann, Walter von (1858–1928), preußischer General der Infanterie
- Heinemann, Weimar († 1598), deutscher Bildhauer und Bildschnitzer
- Heinemann, Winfried (* 1956), deutscher Offizier und Militärhistoriker
- Heinemann, Wolfgang (1936–2017), deutscher Lehrer und Historiker
- Heinemann-Grüder, Andreas (* 1957), deutscher Politikwissenschaftler
- Heinemann-Grüder, Curt-Jürgen (1920–2010), deutscher Geistlicher, Pfarrer und Superintendent in der DDR und Bundesrepublik Deutschland, CFK-Mitglied
- Heinemann-Meerz, Simone (* 1960), deutsche Ärztin und Standespolitikerin, Präsidentin der Landesärztekammer Sachsen-Anhalt
- Heinemeier, Hartwig, deutscher Berufsschullehrer und Fachbuchautor
- Heinemeyer, Karl (* 1940), deutscher Historiker und Archivar
- Heinemeyer, Walter (1912–2001), deutscher Historiker und Archivar

### Heinen
- Heinen, Adolf (1897–1975), deutscher römisch-katholischer Geistlicher, Jesuit, Missionswissenschaftler, Herausgeber und Erzähler
- Heinen, Alfred (1880–1943), deutscher Unterhaltungskünstler und rheinischer Sänger
- Heinen, Anton (1869–1934), deutscher katholischer Priester und Erwachsenenpädagoge
- Heinen, Anton Michael (1939–1998), deutscher Jesuit und Orientalist
- Heinen, Armin (* 1952), deutscher Historiker und Hochschullehrer
- Heinen, Bruno, Musiker (Piano, Komposition)
- Heinen, Danton (* 1995), kanadischer Eishockeyspieler
- Heinen, Dirk (* 1970), deutscher FußballtorhüterDirk Heinen (* 1970)

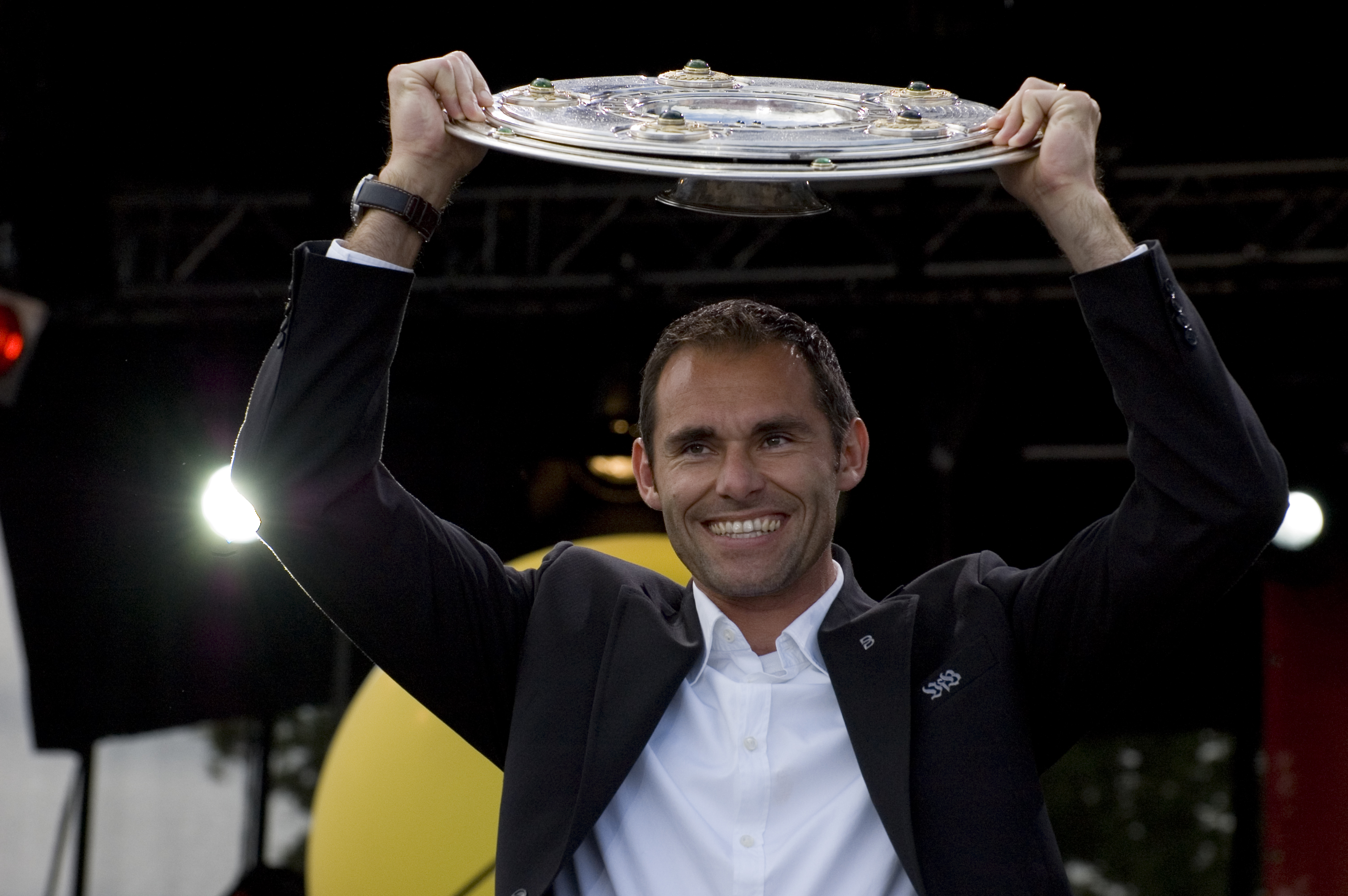
Dirk Heinen (* 1970)

- Heinen, Edmund (1919–1996), deutscher Ökonom
- Heinen, Eelco (* 1981), niederländischer Politiker
- Heinen, Ernst (1933–2024), deutscher Historiker und Hochschullehrer
- Heinen, Eugen (1901–1981), deutscher Heimatforscher
- Heinen, Franz (1887–1963), deutscher Politiker (SPD), MdL, MdB
- Heinen, Franz Albert (* 1953), deutscher Journalist und Sachbuchautor
- Heinen, Friedrich (1920–1982), deutscher Politiker (CDU), MdL
- Heinen, Guido (* 1966), deutscher Theologe und Journalist
- Heinen, Gustav von († 1898), schlesischer Rittergutsbesitzer und Politiker
- Heinen, Heinrich (1921–2008), deutscher Zeitungsverleger
- Heinen, Heinz (1941–2013), belgisch-deutscher Althistoriker
- Heinen, Helmut (* 1955), deutscher Unternehmer, Herausgeber der Kölnischen Rundschau und Präsident des Bundesverbandes Deutscher Zeitungsverleger
- Heinen, Josef (1898–1989), deutscher Kaufmann und Gerechter unter den Völkern
- Heinen, Josef (1929–1988), deutscher Sprinter
- Heinen, Karl (1935–2024), deutscher Theologe
- Heinen, Norbert (1936–2023), deutscher Landrat und Vereinsfunktionär
- Heinen, Norbert (* 1953), deutscher Pädagoge
- Heinen, Norbert (1954–2019), deutscher Manager
- Heinen, Reinhardt (1954–2025), deutscher Künstler
- Heinen, Reinhold (1894–1969), deutscher Verleger
- Heinen, Thomas (* 1978), deutscher Sportwissenschaftler und Hochschullehrer
- Heinen, Ulrich (* 1960), deutscher Pädagoge, Künstler und Hochschullehrer
- Heinen, Werner (1896–1976), deutscher Biologe und Schriftsteller
- Heinen, Wilhelm (1909–1986), römisch-katholischer Theologe
- Heinen-Ayech, Bettina (1937–2020), deutsche Malerin
- Heinen-Esser, Ursula (* 1965), deutsche Politikerin (CDU), MdB, MdLUrsula Heinen-Esser (* 1965)

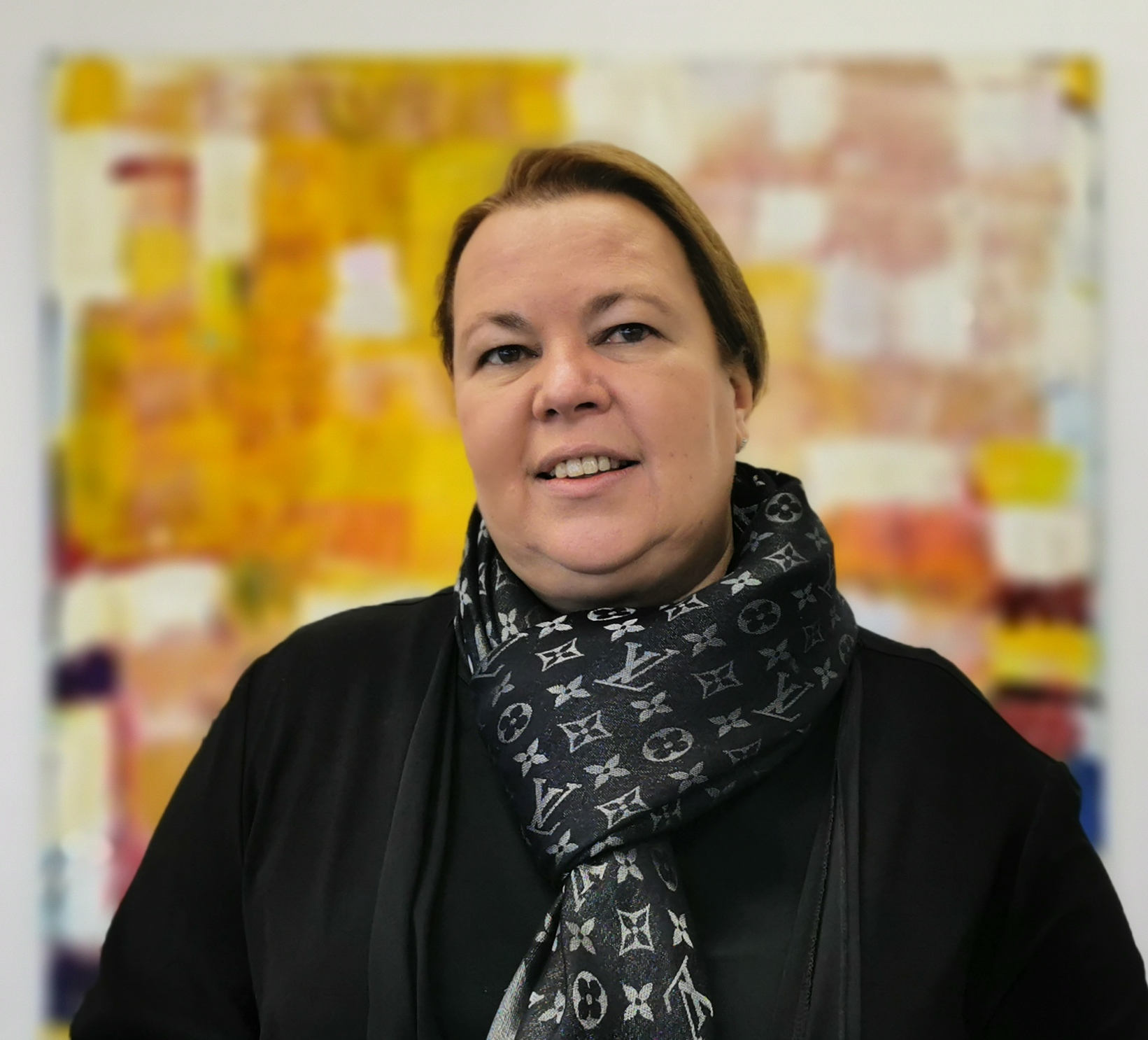
Ursula Heinen-Esser (* 1965)

- Heinen-Kljajić, Gabriele (* 1962), deutsche Politikerin (Bündnis 90/Die Grünen), MdL

### Heiner
- Heiner, Daniel Brodhead (1854–1944), US-amerikanischer Jurist und Politiker
- Heiner, Franz (1849–1919), deutscher römisch-katholischer Theologe
- Heiner, Harry (1931–1968), deutscher Fußballspieler
- Heiner, Ludwig (1883–1948), österreichischer Konditor
- Heiner, Maja (1944–2013), deutsche Sozialpädagogin und Hochschullehrerin
- Heiner, Roy (* 1960), niederländischer Segler
- Heiner, Wilhelm (1902–1965), deutscher Bildhauer, Maler und Grafiker
- Heiner, Zsuzsanna (* 1979), ungarische Astronomin und Asteroidenentdeckerin
- Heiner-Møller, Anja (* 1978), dänische Fußballspielerin
- Heiner-Møller, Kenneth (* 1971), dänischer Fußballspieler und -trainer
- Heinermann, Josef (1895–1956), deutscher Kommunalpolitiker (CDU)
- Heinermann, Otto (1887–1977), deutscher Kirchenmusiker, Organist, Chorleiter und Komponist
- Heinermann, Theodor (1890–1946), deutscher Romanist und Hispanist
- Heiners, Raymond (* 1962), belgischer Politiker
- Heinersdorff, Carl (1836–1914), deutscher Geistlicher
- Heinersdorff, Gottfried (1883–1941), deutscher Glasmaler
- Heinersdorff, René (* 1963), deutscher Schauspieler, Regisseur, Autor und Theaterdirektor
- Heinerth, Jill (* 1965), kanadische Höhlenforscherin und Unterwasserfotografin

### Heines
- Heines, Edmund (1897–1934), deutscher SA-Führer und Politiker (NSDAP), MdR
- Heinesen, Jens Pauli (1932–2011), färöischer Schriftsteller
- Heinesen, Knud (1932–2025), dänischer sozialdemokratischer Politiker, Mitglied des Folketing
- Heinesen, William (1900–1991), färöischer Dichter
- Heinesen, Zacharias (* 1936), färöischer Maler

### Heinev
- Heinevetter, Silvio (* 1984), deutscher HandballspielerSilvio Heinevetter (* 1984)

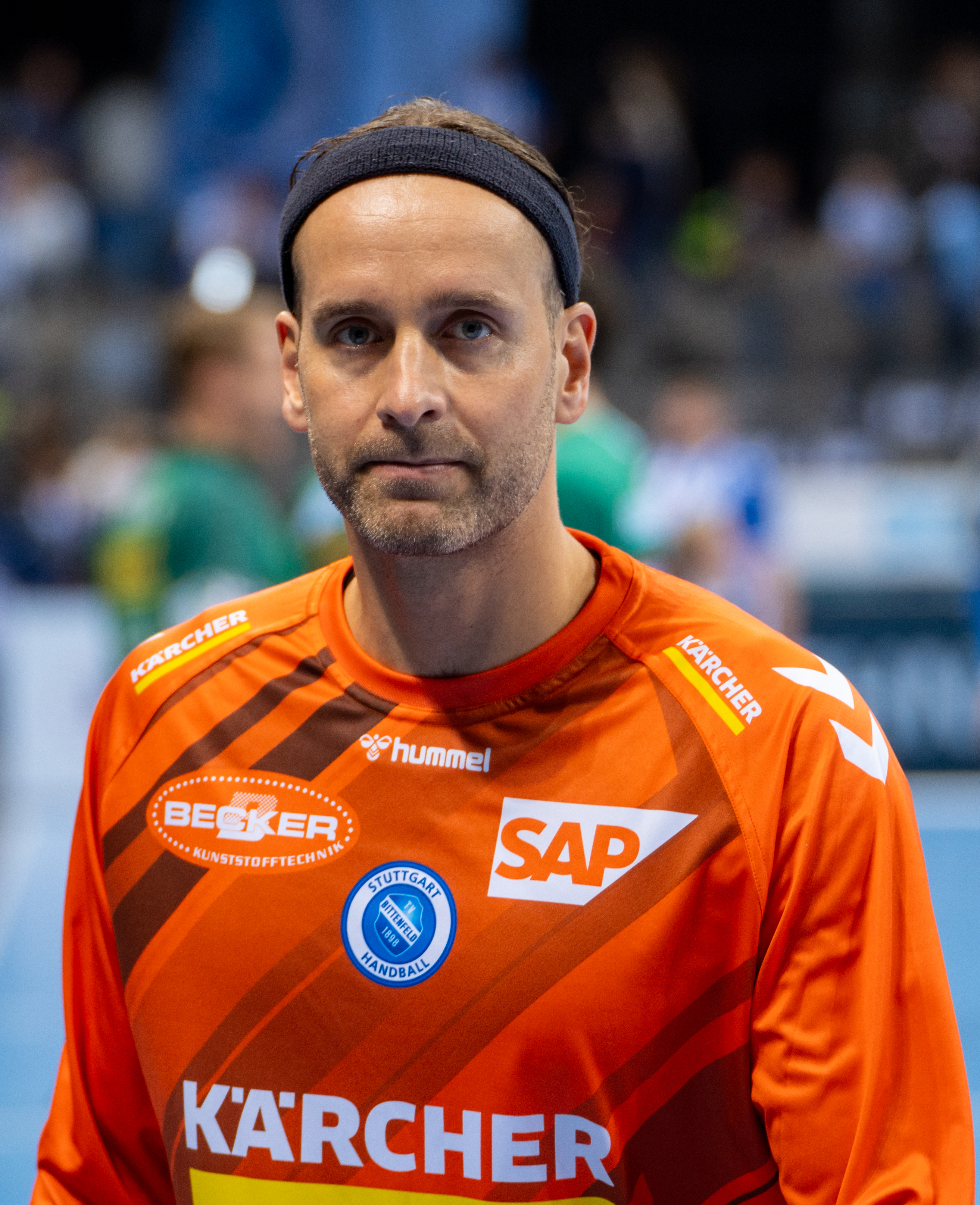
Silvio Heinevetter (* 1984)